# Miss Universo 1995
Miss Universo 1995, quarantaquattresima edizione di Miss Universo, si è tenuta presso il Windhoek Country Club Resort di Windhoek in Namibia, il 12 maggio 1995. L'evento è stato presentato da Bob Goen e Daisy Fuentes. Chelsi Smith, Miss USA, è stata incoronata Miss Universo 1995 dalla detentrice del titolo uscente, Sushmita Sen dell'India.

## Risultati

### Piazzamenti
| Risultato finale   | Concorrente |
| ------------------ | --- |
| Miss Universo 1995 | - Stati Uniti - Chelsi Smith |
| 2ª classificata    | - India - Manpreet Brar |
| 3ª classificata    | - Canada - Lana Buchberger |
| Top 6              | - Porto Rico - Desirée Lowry - Trinidad e Tobago - Arlene Peterkin - Venezuela - Denyse Floreano                                |
| Top 10             | - Colombia - Tatiana Castro - El Salvador - Eleonora Carrillo - Rep. Dominicana - Cándida Lara - Sudafrica - Augustine Masilela |

### Punteggi alle sfilate finali
Vincitrice
     2ª classificata
     3ª classificata
     Top 6
     Top 10
(#) Posizione in ogni turno della gara
| Nazione           | Costume da bagno | Intervista | Abito da sera | Media      | Finaliste Top 6 |
| ----------------- | ---------------- | ---------- | ------------- | ---------- | --------------- |
| Stati Uniti       | 9.719 (1)        | 9.639 (3)  | 9.656 (7)     | 9.671 (1)  | 9.789 (2)       |
| Canada            | 9.598 (2)        | 9.538 (5)  | 9.789 (1)     | 9.641 (2)  | 9.818 (1)       |
| Porto Rico        | 9.561 (5)        | 9.653 (2)  | 9.661 (6)     | 9.625 (3)  | 9.658 (5)       |
| Venezuela         | 9.566 (4)        | 9.499 (7)  | 9.705 (2)     | 9.590 (4)  | 9.425 (6)       |
| Trinidad e Tobago | 9.515 (6)        | 9.499 (7)  | 9.674 (5)     | 9.563 (5)  | 9.724 (4)       |
| India             | 9.378 (8)        | 9.573 (4)  | 9.700 (3)     | 9.550 (6)  | 9.748 (3)       |
| Sudafrica         | 9.348 (9)        | 9.525 (6)  | 9.688 (4)     | 9.520 (7)  |                 |
| El Salvador       | 9.305 (10)       | 9.674 (1)  | 9.531 (10)    | 9.503 (8)  |                 |
| Rep. Dominicana   | 9.573 (3)        | 9.219 (9)  | 9.573 (9)     | 9.455 (9)  |                 |
| Colombia          | 9.430 (7)        | 9.020 (10) | 9.599 (8)     | 9.350 (10) |                 |

### Riconoscimenti speciali
| Riconoscimento               | Concorrente                                                                     |
| ---------------------------- | ------------------------------------------------------------------------------- |
| Best National Costume        | - Brasile - Renata Bessa - Spagna - María Reyes - Zambia - Luo Tricia Punabantu |
| Miss Congeniality            | - Nigeria - Toyin Raji                                                          |
| Miss Photogenic              | - Svezia - Petra Hultgren                                                       |
| Jantzen Best in Swimsuit     | - Stati Uniti - Chelsi Smith                                                    |
| Miss Clairol Essenze di erbe | - Indonesia - Susanty Manuhutu                                                  |
| Most Beautiful Hair          | - Perù - Paola Dellepiane                                                       |

## Giudici della trasmissione televisiva
Le seguenti celebrità hanno fatto da giudici durante la serata finale:
- Ann Magnuson – Attrice
- Zakes Mokae – Attore
- Lucero – Cantante
- Daniel McVicar – Attore
- Natasha Alexandrovna – Cantante
- Phil Gallo – Giornalista
- Vanessa Bell Calloway – Attrice
- Peter Kwong – Attore
- Irene Sáez – Miss Universo 1981
- Freddy Taylor - Attore

## Concorrenti
- Aruba - Marie-Denise Herrlein
- Australia - Jacqueline Shooter
- Bahamas - Shammine Tenika Lindsay
- Belize - Deborah Wade
- Bolivia - Sandra Rivero Zimmermann
- Bonaire - Donna Landwier
- Brasile - Renata Aparecida Bessa Soares
- Bulgaria - Boiana Dimitrova
- Canada - Lana Buchberger
- Cile - Paola Falcone Bacigalupo
- Cipro - Clara Davina Rainbow
- Colombia - Tatiana Leonor Castro Abuchaibe
- Corea del Sud - Han Sung-joo
- Costa Rica - Beatriz Alejandra Alvarado Mejía
- Curaçao - Maruschka Jansen
- Danimarca - Tina Dam
- Ecuador - Radmila Padnizic Arapov
- Egitto - Nadia Ezz
- El Salvador - Eleonora Beatrice Carrillo Alamanni
- Estonia - Enel Eha
- Filippine - Joanne Zapanta Santos
- Finlandia - Heli Pirhonen
- Francia - Corine Lauret
- Germania - Ilka Endres
- Giamaica - Justine Willoughby
- Giappone - Narumi Saeki
- Grecia - Helen Papaioannou
- Guam - Alia Tui Stevens
- Guatemala - Indira Lili Chinchilla Paz
- Hong Kong - Halina Tam Siu-Wan
- India - Manpreet Brar
- Indonesia - Susanty Manuhutu
- Irlanda - Anna Marie McCarthy
- Islanda - Margret Skuladóttir Sigurz
- Isole Cayman - Anita Lilly Bush
- Isole Cook - Tarita Brown
- Isole Marianne Settentrionali - Karah Kirschenheiter
- Isole Vergini Americane - Kim Marie Ann Boschulte
- Isole Vergini Britanniche - Elaine Patricia Henry
- Israele - Jana Kalman
- Italia - Alessandra Meloni
- Kenya - Josephine Wanjiku Mbatia
- Malaysia - Suziela Binte Azrai
- Malta - Sonia Massa
- Mauritius - Marie Priscilla Mardaymootoo
- Messico - Luz Maria Zetina Lugo
- Namibia - Patricia Burt
- Nicaragua - Linda Asalia Clerk Castillo
- Nigeria - Toyin Enitan Raji
- Norvegia - Lena Sandvik
- Nuova Zelanda - Shelley Jeannine Edwards
- Paesi Bassi - Chantal von Woensel
- Panama - Michele Jeanette Sage Navarrete
- Paraguay - Bettina Rosemary Barboza Caffarena
- Perù - Paola Dellepiane Gianotti
- Polonia - Magdalena Pecikiewicz
- Porto Rico - Desirée Louny Lowry Rodríguez
- Portogallo - Adriana Iria
- Regno Unito - Sarah-Jane Southwick
- Rep. Ceca - Eva Kotulanova
- Rep. Dominicana - Cándida Lara Betances
- Romania - Monika Grosu
- Russia  - Yulia Alekseeva
- Seychelles - Maria Payet
- Singapore - Tun Neesa Abdullah
- Slovacchia - Nikoleta Mezsarasova
- Spagna - María Reyes Vásquez
- Sri Lanka - Shivani Vasagam
- Stati Uniti - Chelsi Mariam-Pearl Smith
- Sudafrica  - Augustine Masilela
- Svezia - Petra Hultgren
- Svizzera - Sarah Briguet
- Taiwan - Liao Chia-Yi
- Thailandia - Phavadee Vichienrat
- Trinidad e Tobago - Arlene Peterkin
- Turchia - Gamze Saygi
- Turks e Caicos - Sharleen Rochelle Grant
- Ucraina - Irina Ivoanova Victorovna Chernomaz
- Ungheria - Andrea Harsanyi
- Uruguay - Sandra Znidaric
- Venezuela - Denyse del Carmen Floreano Camargo
- Zambia - Luo Trica Punabantu